# Porothamnium crassipes
Porothamnium crassipes là một loài Rêu trong họ Neckeraceae. Loài này được (Renauld & Cardot) M. Fleisch. miêu tả khoa học đầu tiên năm 1925.